# 宣道會陳朱素華紀念中學
宣道會陳朱素華紀念中學為香港一所位於粉嶺的津貼中學，於1998年創辦。

## 歷史
此校於1997年由九龍塘中華宣道會申辦，並獲分現現址校舍。至1998年中，此校如期交付，並於9月正式開課。
自2006年起，此校曾一度與同年遷校的上水宣道小學結為「一條龍學校」，但其後已經解除結龍關係。

## 校舍
此校為一所1995年版靈活式校舍，佔地7,380平方米，設26間課室及各種特別室。校舍總承建商為新福港，於1998年完工。

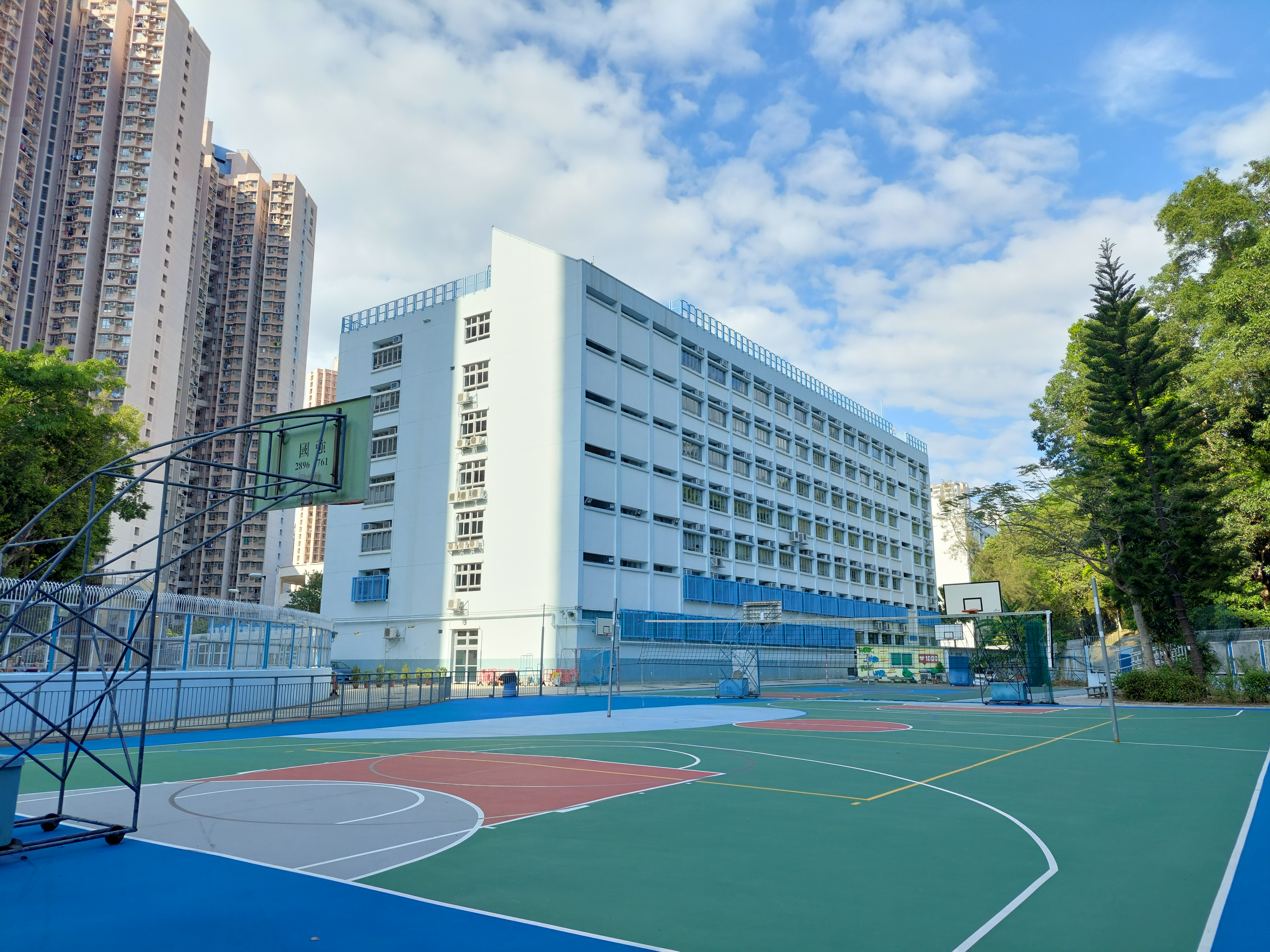
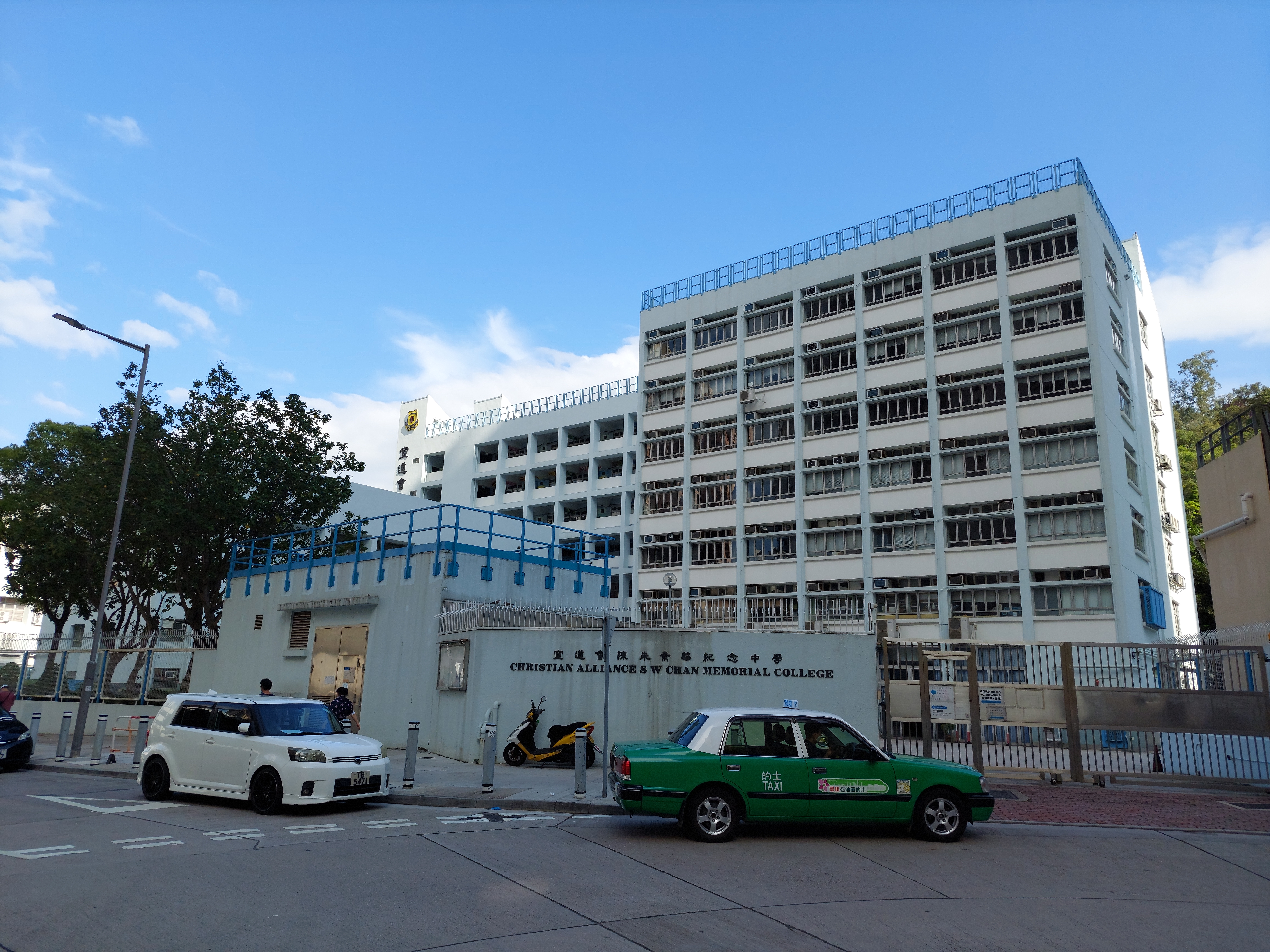

## 歷任管治人員

### 校監
- 王香生教授
- 關健明教授

### 校長
- 廖亞全先生（1998年–2015年，創校校長；曾兼任浸信宣道會呂明才小學校監[8]，及香港浸信宣道會聯會主席）
- 鄺永燊先生（2015年起，現任校長[9]）

## 事件
- 2019年10月13日，26名北區中學生在反修例罷買行動期間，因牽涉刑事毀壞而被捕，當中亦包括此校學生[10]。
- 2020年6月中，此校被傳有發燒跨境學生仍然來港上課，導致部分家長恐慌，因而紛紛為子女告假。及後，校方透過官方網頁及通告作出澄清，表示並無此事，而同日因病請假的學生亦無人染疫[11]。

## 著名校友
- 陳至君：香港電視財經節目主持人，現任無綫電視新聞及資訊部，亦曾任職now TV、DBC數碼電台，前《智富通》主持[12]
- 游欣妮：香港著名作家，此校現職教師[13][14]
- 黃詠霖：香港女子組合Lolly Talk成員

## 註解
1. ↑  2021/22年度[1]
2. ↑  2021/22年度[2]
3. ↑  全稱「香港九龍塘基督教中華宣道會陳朱素華紀念中學」

## 外部連結
- 宣道會陳朱素華紀念中學官方網站 （页面存档备份，存于）